# Чанки (Мисисипи)
Чанки (енгл. Chunky) град је у америчкој савезној држави Мисисипи.

## Демографија
По попису из 2010. године број становника је 326, што је 18 (-5,2%) становника мање него 2000. године.
| Група             | 2000.       | 2010.       |
| Белци             | 297 (86,3%) | 284 (87,1%) |
| Афроамериканци    | 6 (1,7%)    | 1 (0,3%)    |
| Азијати           | 0 (0,0%)    | 1 (0,3%)    |
| Хиспаноамериканци | 37 (10,8%)  | 40 (12,3%)  |
| Укупно            | 344         | 326         |